# SWCC (日本の非鉄金属メーカー)
SWCC株式会社（エスダブリューシーシー、英: SWCC Corporation）は、電線・ケーブル等の製造、加工および販売を主な事業内容とする日本の企業。JPX日経中小型株指数の構成銘柄の一つ。
社名のSWCCは、前身である「昭和電線電纜株式会社」の英文社名「Showa Electric Wire & Cable Co., LTD.」から取られ、商品ブランドとしても広く使われていた。
電線業界大手4社（住友電工・古河電工・フジクラ・SWCC）の一角。電力ケーブル・電線・電力機器・巻線などのエネルギーシステム事業、光ファイバケーブル・光加工品・ワイヤーハーネスなどの通信デバイス事業、免震部材や事務機器用部品などのデバイス事業を展開している。また、国内で唯一、ディップフォーミング方式（DIP）による無酸素銅線材（MiDIP）の製造を行っている。
企業ステートメントは「Creating for the Future」。

## 沿革
- 1936年（昭和11年）5月26日 - 「昭和電線電纜株式会社（しょうわでんせんでんらん）」設立。東京電気株式会社（現・東芝）より独立。
- 1949年（昭和24年）5月 - 東証1部に株式上場。
- 1951年（昭和26年）- 米国GE社と技術援助契約締結。
- 1961年（昭和36年）12月 - 相模原工場操業開始。
- 1968年（昭和43年）5月 - 三重工場操業開始。
- 1972年（昭和47年）8月 - 仙台工場操業開始。
- 1989年（平成元年）- 米国GE社からCELEC技術・ディップフォーミング技術に関する権利全面譲受契約締結。
- 1990年（平成2年）4月 - 海老名工場操業開始。
- 1995年（平成7年）5月 - 愛知工場操業開始。
- 2006年（平成18年）4月 - 持株会社となり、商号を「昭和電線ホールディングス株式会社」に変更。昭和電線ケーブルシステム株式会社、昭和電線デバイステクノロジー株式会社を設立。昭和ビジネスサポートの商号を昭和電線ビジネスソリューション株式会社に変更。
- 2011年（平成23年）5月 - 富通集団有限公司と業務提携。
- 2015年（平成27年）10月 - 昭和電線ケーブルシステムがエクシムを吸収合併。
- 2017年（平成29年）
  - 4月 - 昭和電線ケーブルシステムが、昭和電線デバイステクノロジー及び昭和電線ビジネスソリューションを吸収合併。
  - 12月 - 東京都港区から神奈川県川崎市に本社を移転。
- 2019年（令和元年）10月 - ユニマックを完全子会社化し、商号を昭和電線ユニマックに変更。
- 2023年（令和5年）4月 - 昭和電線ケーブルシステム及び昭和電線ユニマックを吸収合併し、商号を「SWCC株式会社」に変更。
- 2025年（令和7年）3月 - カーライル・グループからTOTOKUの発行済株式を日本政策投資銀行と共同で取得し[3]、SWCCは51.0%を取得して連結子会社化[4]。

## 事業内容
以下の4事業の営業・技術開発・資材調達・製造など、社会インフラ市場、および電機・電子・情報機器市場へ対応する業務を行っている。
エネルギー・インフラ事業
- 電線・ケーブル
- 電力ケーブル
- アルミ線
- 機器電材
- 免震装置

通信・コンポーネンツ事業
- 光ファイバケーブル
- 光加工品
- 機器用電線
- 通信ケーブル
- 制振・制音デバイス
- 精密デバイス
- ワイヤーハーネス
- 巻線
- 裸線
- 銅合金

## 事業所
本社
- 神奈川県川崎市

製造拠点
- 相模原事業所 - 神奈川県相模原市
- 仙台事業所 - 宮城県柴田郡柴田町
- 三重事業所 - 三重県いなべ市
- 愛知工場 - 愛知県豊川市
- 茨城工場 - 茨城県古河市

営業所
- 国内 - 仙台、名古屋、大阪、福岡

海外拠点
- 中国
- ベトナム

## グループ企業

### 国内
- SFCC株式会社（古河電工との合弁）
- 冨士電線株式会社
- 株式会社アクシオ
  - エヌエスティ・グローバリスト株式会社
  - かもめエンジニアリング株式会社
- 株式会社SDS
- 株式会社ロジス・ワークス
- 昭光機器工業株式会社
- 株式会社昭和サイエンス
- 株式会社エステック
- 株式会社TOTOKU

### 海外
中国

- 嘉興昭和機電有限公司
  - 東莞昭和機電有限公司
  - SWCC SHOWA VIETNAM INTERCONNECT PRODUCTS CO., LTD.（ベトナム）

- 富通昭和線纜（杭州）有限公司
- 富通昭和線纜（天津）有限公司
- 福清昭和精密電子有限公司
- 特変電工昭和（山東）電纜附件有限公司
- 昭和電線電纜（上海）有限公司

香港
- 香港昭和有限公司

台湾
- 華和工程股份有限公司

ベトナム
- SWCC SHOWA（VIETNAM） CO., LTD.

### かつて存在した関係会社
- 昭和電線ケーブルシステム株式会社 - 2023年4月1日に昭和電線ホールディングス株式会社に吸収合併。
- 昭和電線ユニマック株式会社 - 2023年4月1日に昭和電線ホールディングス株式会社に吸収合併。
- 昭和電線デバイステクノロジー株式会社 - 免震部材、制震部材、制音部材をはじめとした、デバイス事業を担当。2017年4月1日に昭和電線ケーブルシステムに吸収合併。
- 株式会社エクシム - 三菱電線工業との合弁。2015年10月に当社が完全子会社化。2017年4月1日に昭和電線ケーブルシステムに吸収合併。
- 株式会社ユニマック - フジクラとの合弁。2019年10月に当社が完全子会社化、同時に昭和電線ユニマック株式会社に社名変更。

## 不祥事
2021年7月21日、昭和電線ホールディングスの子会社昭和電線ケーブルシステムが過去に販売した製品の一部について、品質試験に関する不整合の事実が判明し、同日特別調査委員会を設置し、調査を進める事を発表。
2023年1月20日、昭和電線ホールディングスは、子会社の昭和電線ケーブルシステムが製品の不適切な品質管理をしていたと発表した。